# Таранов, Иван Игнатьевич
Иван Игнатьевич Таранов (1899—1965) — генерал-майор Советской Армии, участник Великой Отечественной войны, Герой Советского Союза (1945).

## Биография
Иван Таранов родился 20 августа 1899 года в селе Буланово (ныне — Октябрьский район Оренбургской области). Окончил четыре класса школы. В 1919 году Таранов пошёл на службу в Рабоче-крестьянскую Красную Армию. Участвовал в боях Гражданской войны. Дважды — в 1920 и 1929 годах — оканчивал курсы усовершенствования командного состава. С начала Великой Отечественной войны — на её фронтах.
К апрелю 1945 года гвардии полковник Иван Таранов командовал артиллерией 12-го гвардейского танкового корпуса 2-й гвардейской танковой армии 1-го Белорусского фронта. Отличился во время Берлинской операции. Артиллерия корпуса под командованием Таранова успешно действовала при прорыве немецкой обороны на подступах к Берлину и непосредственно в боях на улицах города. Таранов лично организовывал ведение огня прямой наводкой во время форсирования частями корпуса канала Ланверг Кан и реки Шпрее.
Указом Президиума Верховного Совета СССР от 31 мая 1945 года гвардии полковник Иван Таранов был удостоен высокого звания Героя Советского Союза с вручением ордена Ленина и медали «Золотая Звезда».
В 1947 году в звании генерал-майора Таранов был уволен в запас. Проживал в Краснодаре. Скончался 5 октября 1965 года.
Был награждён двумя орденами Ленина, тремя орденами Красного Знамени, орденом Кутузова 2-й степени и рядом медалей.